# Maisie Richardson-Sellers
Maisie Richardson-Sellers (Londra, 2 marzo 1992) è un'attrice britannica.

## Biografia
Figlia di attori, si laurea ad Oxford in archeologia e antropologia oltre a partecipare a varie rappresentazioni teatrali. Nel 2015, partecipa nel ruolo di Korr Sella in Star Wars - Il risveglio della Forza. Poco dopo, interpreta il doppio ruolo di Rebekah Mikealson/Eva Sinclair nella serie The Originals. Nel marzo 2015, gira in Sudafrica la serie Of Kings and Prophets, nel ruolo di Michal, cancellata dopo una sola stagione. Nel giugno 2016, viene scelta per interpretare il ruolo di Amaya Jiwe/Vixen nella seconda stagione della serie Legends of Tomorrow, sostituendo Megalyn Echikunwoke, interprete di Mari McCabe nella miniserie animata Vixen e nella quarta stagione di Arrow, nipote di Amaya, a causa dell'indisponibilità dell'attrice.

## Filmografia

### Cinema
- Our First World, regia di Alexander Darby - cortometraggio (2012)
- Americano and Rum, regia di Patrick Spencer - cortometraggio (2013)
- Star Wars - Il risveglio della Forza (Star Wars: The Force Awakens), regia di J. J. Abrams (2015)
- The Kissing Booth 2, regia di Vince Marcello (2020)
- The Kissing Booth 3, regia di Vince Marcello (2021)

### Televisione
- The Originals – serie TV, 15 episodi (2014-2017)
- Of Kings and Prophets – serie TV, 10 episodi (2016)
- Legends of Tomorrow – serie TV, 64 episodi (2016-2020)
- The Undeclared War – serie TV, 6 episodi (2022)
- Wolf Hall: The Mirror and the Light – serie TV, 5 episodi (2024)
- Nine Perfect Strangers – serie TV, 8 episodi (2025)

## Doppiatrici italiane
Nelle versioni in italiano delle opere in cui ha recitato, Maisie Richardson-Sellers è stata doppiata da:
- Ludovica Bebi in The Kissing Booth 2, The Kissing Booth 3
- Letizia Ciampa in The Originals
- Federica De Bortoli in Legends of Tomorrow
- Elena Perino in The Undeclared War
- Gaia Bolognesi in Nine Perfect Strangers